# Nasza Niwa
Nasza Niwa (biał. Наша Ніва, Naša Niva) – drugi pod względem wieku tygodnik wydawany w języku białoruskim. „Nasza Niwa” została po raz pierwszy wydana w Wilnie w 23 listopada 1906 roku, a od roku 1991 ukazuje się w niepodległej Białorusi. Aktualnie redaktorem gazety jest Jahor Marcinowicz. Obecnie „Nasza Niwa” pozostaje jednym z ostatnich periodyków wydawanych w języku białoruskim.

## Historia gazety
Gazeta Nasza Niwa powstała w 1906 roku jako organ prasowy Białoruskiej Gromady Socjalistycznej. 1 września 1906 roku w Wilnie wyszedł pierwszy numer pierwszej białoruskojęzycznej gazety Nasza Dola. Z pięciu wydanych numerów – cztery zostały skonfiskowane, a gazeta została zamknięta przez władze za „nawoływanie do czynu zbrojnego w celu zmiany ustroju państwowego”. Redaktor Naszej Doli został skazany na rok więzienia. Tym niemniej, miesiąc po wyroku udało się uruchomić wydawanie drugiej białoruskojęzycznej gazety – Naszej Niwy.
Pierwszy numer Naszej Niwy ukazał się 10 października?/23 października 1906 roku. Jej wydawcy podawali się za osoby prywatne, ponieważ Białoruska Gromada Socjalistyczna, która zainicjowała wydawanie gazety, była organizacją nielegalną.

### Zamknięcie gazety
W 1914 r. wybuchła I wojna światowa. W warunkach stanu wojennego i ostrej cenzury „Nasza Niwa”, choć nastawiona negatywnie do wojny, zmuszona była płacić podatki wojenne i zrezygnować z propagowania idei białoruskiego państwa. Mimo to prawie każdy numer w wyniku działania rosyjskiej cenzury wychodził z wykreśleniami. Za publikację antyrządowych materiałów niektóre numery były konfiskowane. Prenumerata gazety została zabroniona nauczycielom i uczniom Wileńskiego Okręgu Oświatowego, pracownikom poczty, wojskowym i innym. Wielu Białorusinów zostało zmobilizowanych do armii rosyjskiej, w tym i współpracownicy „Naszej Niwy”. Część prenumeratorów została odcięta przez zbliżający się do Wilna front. W takich warunkach gwałtownie pogorszyła się sytuacja finansowa gazety i wydawanie jej stało się niemożliwe. 7 sierpnia 1915 wyszedł ostatni numer tygodnika z podpisem Janki Kupały. We wrześniu wojska niemieckie zajęły Wilno.

## W niepodległej Białorusi
Po dojściu do władzy Aleksandra Łukaszenki państwo rozpoczęło nieustanny nacisk na prasę opozycyjną i białoruskojęzyczną. Przeciwko „Naszej Niwie” wytoczono sprawę z powodu posługiwania się przez nią tzw. klasycznymi zasadami pisowni języka białoruskiego („taraszkiewicą”). W 1998 r. Najwyższy Gospodarczy Sąd Białorusi uznał, że gazeta ma prawo posługiwać się taką pisownią.
W listopadzie 2005 „Nasza Niwa” razem z szeregiem innych niepaństwowych wydawnictw została usunięta z katalogu czasopism dostępnych w prenumeracie RUP „Biełposzta”. Od tego czasu gazeta zmuszona była zwracać się o pomoc w kolportażu do swych entuzjastów i wolontariuszy. W 2006 w niektórych miastach Białorusi odbył się szereg flash mobów poparcia dla gazety. W końcu listopada 2008, na fali tzw. liberalizacji i poprawy stosunków Łukaszenki z Zachodem, pojawiła się informacja o możliwym powrocie gazety do państwowej sieci dystrybucji i do katalogu prenumeraty „Biełposzty”. 4 grudnia 2008 gazeta pojawiła się w swobodnej sprzedaży w kioskach. Tygodnik po raz pierwszy wydrukowano w kolorze. Również od tego numeru „Nasza Niwa” zaczęła posługiwać się oficjalną, tzw. „akademicką” pisownią języka białoruskiego (jak określiła sama redakcja – „szkolną”). Nakład pierwszego „oficjalnego” numeru (45/2008) wzrósł 2,5 raza, do 5200 egzemplarzy w porównaniu z nakładem 2200 numeru poprzedniego. Przed wycofaniem z dystrybucji pod koniec 2005 nakład wynosił 3200 egz. 1 stycznia 2009 nakład wzrósł do 6000 egz.

### Represje po wyborach prezydenckich w 2010 roku
Po wyborach prezydenckich na Białorusi 19 grudnia 2010 roku nastąpiła fala represji wobec działaczy opozycji i niezależnych dziennikarzy. 28 grudnia 2010 roku, ok. godz. 18:50, dwaj funkcjonariusze białoruskiego KGB i dwaj śledczy dokonali rewizji w siedzibie białoruskiego PEN-Clubu na ul. Kozłowa 7 m. 101 w Mińsku. W siedzibie tej zazwyczaj pracowała znaczna część dziennikarzy gazety „Nasza Niwa”, znajdowały się tam też ich komputery. Oficjalną przyczyną rewizji było poszukiwanie materiałów fotograficznych i filmowych, które mogłyby posłużyć jako dowody w sprawie masowych niepokojów w Mińsku 19 grudnia. Funkcjonariusze organów bezpieczeństwa skonfiskowali 12 komputerów, a także 3 pendrive’y i wszystkie płyty. Około godziny 20:00 do siedziby przybył redaktor naczelny „Naszej Niwy”, Andrej Skurko. Został on natychmiast zatrzymany i przewieziony do jego prywatnego mieszkania, gdzie także odbyła się rewizja. W trakcie niej skonfiskowano jego komputer. Rewizje zakończyły się przed północą. Mimo konfiskaty sprzętu czasopismo nie zawiesiło pracy. Zespół redakcyjny zaapelował poprzez swoją stronę internetową do czytelników z prośbą o pomoc materialną. W ciągu doby z konkretną pomocą, w tym z zastępczymi komputerami, zgłosiły się 142 osoby.
31 grudnia o 8:00 rano białoruskie KGB dokonało rewizji w mieszkaniu Julii Daraszkiewicz, fotografa „Naszej Niwy”. Oficjalna przyczyna była taka sama, jak w przypadku rewizji w redakcji. W roli świadka zatrzymano jej męża, Pawła Juchniewicza, a także skonfiskowano dwa laptopy, wszystkie pendrive’y, dyktafon, przenośne twarde dyski, płyty, a także płytę z filmem artystycznym Chodiat słuchi. Tego samego dnia nieznani sprawcy próbowali się także dostać do mieszkania wideoreportera „Naszej Niwy” Tacciany Haurylczyk, jednak ta nie otworzyła drzwi.

### 2020–2022
W listopadzie 2021 r. kanał na Telegramie „Naszej Niwy” i jej sieci społecznościowe zostały uznane za materiały ekstremistyczne. W styczniu 2022 roku KGB ogłosiło  „Naszą Niwę” organizacją ekstremistyczną. Utworzenie organizacji ekstremistycznej lub uczestnictwo w niej jest na Białorusi przestępstwem.
W marcu 2022 odbyła się rozprawa sądowa zatrzymanych w lipcu 2021 kierowników „Naszej Niwy”. Redaktora naczelnego Jahora Marcinowicza i szefa działu reklamy Andreja Skurko skazano na 2,5 roku kolonii karnej. Osądzeni według prokuratury dokonali przestępstwa finansowego.

## Nagrody
- Międzynarodowa Nagroda Wolności Wypowiedzi (Andrej Dynko) (2006)[15]
- Lorenzo Natali Media Prize (Andrei Dynko) (2006)[16]
- Nagroda im. Gerda Buceriusa dla Wolnej Prasy na Europę Wschodnią znana jako Free Media Award(inne języki) (2007)[17]
- Kocham Białoruś(inne języki) (2010)[18]
- ‘Belarus in Focus’ (Andrej Dynko) (2013)[19]
- Nagroda Reporterów bez Granic za Wolność Prasy (Jahor Marcinowicz) (2015)[20]
- Konkurs BAŻ „Wolne słowo” (Jahor Marcinowicz i Dzmitryj Pankawiec) (2015)[21]
- Nagroda im. Gerda Buceriusa dla Wolnej Prasy na Europę Wschodnią znana jako Free Media Award(inne języki) (Natalla Lubniewskaja) (2021)[22]